# Vùng Thủ đô Luân Đôn

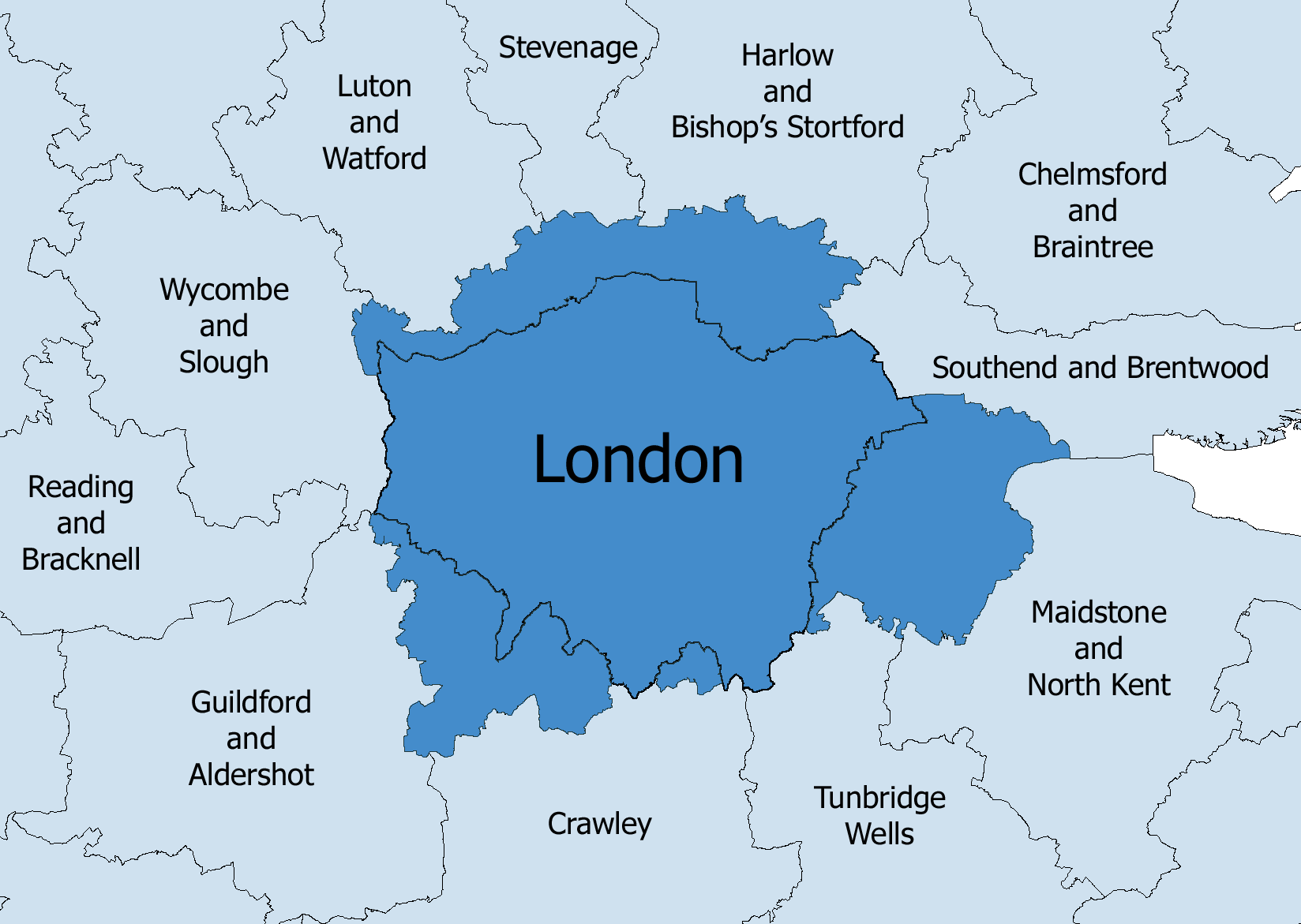
Vùng màu xanh da trời là Vùng thủ đô Luân Đôn. Nó lớn hơn Luân Đôn Mở rộng.

Vùng Thủ đô Luân Đôn (tiếng Anh: London commuter belt) là một vùng đô thị bao gồm và bao quanh Luân Đôn nơi mà người ta có thể sinh sống và đi làm ở Luân Đôn.
Ranh giới vòng quanh của Vùng Thủ đô Luân Đôn không được xác định chính xác. Nó có thể mở rộng khi các lựa chọn phương tiện giao thông cho phép di chuyển từ nhà đến nơi làm việc xa hơn hay khi ngân sách thuê hay mua nhà có thể chấp nhận được. Theo định nghĩa của Cơ quan Thống kê Quốc gia Anh, vùng di chuyển đi làm Luân Đôn bao gồm những nơi mà thỏa mãn từ một tới cả hai tiêu chí sau:
- Ít nhất 75% dân cư của vùng làm việc trong vùng
- Ít nhất 75% người làm việc trong vùng sống trong vùng

Và, theo đó thì dân số của Vùng Thủ đô Luân Đôn năm 2005 ước khoảng 9.294.800 người.
Cũng theo Cơ quan Thống kê Quốc gia, thì Vùng Thủ đô Luân Đôn bao gồm hầu hết khu vực Đông Nam nước Anh và một phần khu vực Đông nước Anh, và bao gồm các địa phương xung quanh Luân Đôn sau đây:
| Khu vực Đông Nam nước Anh - Addlestone - Ashtead - Banstead / Tadworth - Caterham và Warlingham - Chertsey - Dartford - Egham - Epsom and Ewell - Esher / Molesey - Gravesend - Leatherhead - Northfleet - Ottershaw - Shepperton - Staines - Sunbury - Sunningdale / Ascot - Swanscombe - Virginia Water - Walton and Weybridge - Windlesham - Woking / Byfleet | Khu vực Đông nước Anh - Bushey - Cheshunt - Chigwell - Chorleywood - Harlow - Hemel Hempstead - Hoddesdon - Kings Langley - Loughton - Rickmansworth - South Oxhey - Waltham Abbey - Watford |